# 聚合水
聚合水（polywater）曾經是一種被假設存在的其中一種水的形態，並在1969年後期捲入科學爭議之中。聚合水在1962年由蘇聯科學家B·V·德爾亞津聲稱發現。聚合水擁有許多奇異的特性，像是聚合水要到150℃才沸騰，而-40℃才凝結成玻璃狀的固體，密度較水大了10%-20%左右，因此它看起來像果凍而不像水。在1969年，美國的科學家曾經將直徑10-3公分的石英毛細管懸吊於蒸餾水上，然後將整個裝置密封，抽成真空，經過18小時後，毛細管內的水逐漸轉變成聚合水的形態。

## 存在的爭議
在1969年，科學家發現他們製造的聚合水含有硼、矽、鈉等雜質，因此有可能聚合水可能只是含有雜質的水。同一時期，美國貝爾實驗室用氬雷射線（argon laser）照射聚合水，而發現「聚合水」生煙燃燒，顯示聚合水含有有機物。另外聚合水的質譜也令人費解，它的質譜線總是在m/e=14（CH2）的倍數出現，如果聚合水是水的聚合物的話，也應該在m/e=18（H2O）的倍數出現，這顯示聚合水其實含水量很少。因為有這些矛盾的實驗結果，讓聚合水的存在目前還有爭議性。
1970年後，蘇聯的Derjaguin及西方科學家和Page, Lippincott, R.R. Stronbery等作了最後的努力，將所有實驗、分析重新做過，新的結果證明「聚合水」並不存在，「聚合水」其實是污染的結果，是與拉毛細管時受熱處理有關，也和少量矽（玻璃的主要成份）及一些簡單有機物（如磷脂）有關，量子理論方面的計算也重新用最新的方法算過，結果和以前得到的結果不同，普通水比理論中的「聚合水」穩定得多。現在許多支持聚合水為水的同素體的都逐漸寂靜下來或轉了180度方向，成了反對者，一些以往一直刊登有關文章的雜誌如「科學」、「自然」等也表示厭倦，申明不再接受有關文章了。德爾亞津也於一九七三年正式承認，「聚合水」只是含雜質的水。